# Sjamchalaat Tarki
Het sjamchalaat Tarki (Koemuks: Таргъу Шавхаллыкъ, Tarğu Şawhallıq) was een Koemukse staat in het oostelijke deel van de Noordelijke Kaukasus, met als hoofdstad Tarki. Het vormde zich op het grondgebied dat werd bevolkt door Koemukken en omvatte gebieden van het moderne Dagestan en aangrenzende regio's. Na onderwerping door het Russische Rijk werden de landen van het sjamchalaat verdeeld.
Op een zeker moment had het sjamchalaat vazallen van de Kaspische Zee tot Kabardië en Balkarië. De sjamchals bezaten ook de titel van wali van Dagestan.
Gedurende een korte periode in de jaren 1580-1590 maakte het sjamchalaat officieel deel uit van het Ottomaanse Rijk. Sinds de 16e eeuw was de staat een belangrijke factor in de Russische politiek aan haar zuidelijke grenzen, aangezien het het belangrijkste obstakel was bij het veroveren van de Kaukasische regio.
De annexatie van het sjamchalaat Tarki en andere gebieden van Dagestan door Rusland werd bevestigd bij het Verdrag van Gulistan in 1813. In 1867 werd het feodale domein van het sjamchalaat afgeschaft, en op zijn grondgebied het district Temir-Chan-Sjoera (nu Boejnakski) van de oblast Dagestan opgericht.
Het sjamchalaat was een multi-etnische staat, waarbij de Koemukken het belangrijkste deel vormden. Op verschillende tijdstippen omvatte het heel Tsjetsjenië en gebieden die werden bevolkt door Dargienen en andere Kaukasusvolkeren.

## Geschiedenis
Over de vroege geschiedenis is weinig bekend. Waarschijnlijk vestigden de Koemukken zich tijdens de 8e eeuw in het gebied, toen het deel was van het rijk der Chazaren.

### 16-17e eeuw
Volgens sommige bronnen zou Koemoech de residentie van de sjamchals geweest zijn, waardoor de benaming "Sjamchalaat Gazi-Koemoech" in bruik raakte. Het belang van Koemoech werd echter door latere historici gerelativeerd. 

#### Betrekkingen met Rusland
In 1556 werden diplomatieke betrekkingen met Rusland aangeknoopt. De gezant van de sjamchal bracht Ivan IV een aantal rijke geschenken, onder andere een olifant, die tot dan toe niet in Moskou was gezien. De opening naar Rusland had geen succes, aangezien de Kabardijnse vorst Temrjoek Idar in 1557 Ivan vroeg hem te helpen tegen de invallen van de sjamchal, de kan van de Krim en de Osmanen. Ivan stuurde zijn generaal Tsjeremisov die Tarki innam maar besloot daar niet te blijven.

#### Russische forten
In 1566 vroeg vorst Matlov van Kabardië de tsaar om een fort te bouwen aan de samenvloeiing van de Soenzja en Terek. In 1567, toen ze probeerden te voorkomen dat de Russen hun bolwerk aan de monding van de Soenzja zouden bouwen, werden Boedaj-sjamchal en zijn zoon Soerchaj gedood op het slagveld, zoals blijkt uit hun grafstenen op de begraafplaats van de sjamchals.
In 1569 werd Tsjopan, zoon van Boedaj, tot sjamchal gekozen. Het grondgebied van Tsjopan-sjamchal strekte zich in het noorden uit tot voorbij de Terek en grensde aan het kanaat Astrachan. In het westen omvatte het een deel van Tsjetsjenië tot aan Kabardië. In het zuiden strekte het zich uit tot Sjamachi.
In 1570 ondernam Tsjopan-sjamchal samen met de Osmanen en Krimtataren een expeditie om Astrachan te veroveren. De stad werd niet ingenomen en het leger trok zich terug naar Azov, maar viel vervolgens Kabardië binnen. Ondanks de sloop van het Soenzja-fort werd de Russische opmars naar de Kaukasus tegen het einde van de jaren 1580 hervat.
In 1588 stichtten de Russen aan de monding van de Terek het fort van Tarki, ook wel bekend als het Terek-fort. Tarki werd het belangrijkste bolwerk van het Russische leger in het noorden van Dagestan.

#### Alliantie met Iran
Aan het hof van Perzië had de sjamchal een eervolle plaats naast de sjah. De zuster van Tsjopan-sjamchal was getrouwd met sjah Tahmasp I (1514-1576). in Perzië werden ten tijde van de grote festiviteiten aan de rechter- en linkerkant van de sjah's troon twee stoelen aan elke kant geplaatst voor de vier nobele verdedigers van de staat tegen de vier sterkste mogendheden, namelijk: voor de kan van Kandahar, als verdediger tegen India; voor de sjamchal, als verdediger tegen Rusland; voor de koning van Georgië, als verdediger tegen de Osmanen; en voor de kan die aan de Arabische grens woonde. De invloed van Tsjopan-sjamchal in de Kaukasus en aan het Perzische hof was groot.

#### Alliantie met Turkije
In 1577 voerde Tsjopan-sjamchal samen met zijn broer Toetsjelav-bek en Gazi-salih van de Tabassaranen, in alliantie met het Ottomaanse leger een militaire campagne tegen de Kizilbasj. Na de overwinning op de Kizilbasj in Shirvan bracht Tsjopan-sjamchal een bezoek aan Turkije waar hij eervol ontvangen werd en vele geschenken ontving. Voor zijn diensten in de oorlog met de Perzen kreeg de sjamchal de sandjak Sjaboeran en zijn broer Toetsjelav de sandjaks Achty en Ichyr. De gouverneur van Shirvan, Osman Pasha (eveneens van Koemukse afkomst) trouwde met een dochter van Toetsjelav, een nicht van de sjamchal. Tsjopan-sjamchal beloofde Shirvan te verdedigen.
Deze betrekkingen leidden tot een overeenstemming over de opname van het sjamchalaat in het Ottomaanse Rijk.

#### Interne vetes en uiteenval
Aan het einde van de 16e eeuw voerde de sjamchal strijd met de krym-sjamchal (de titel van de troonopvolger), die werd gesteund door een deel van het land der Koemukken.
Koning Alexander van Kachetië meldde dat "de sjamchal-affaire slecht was, aangezien ze (sjamchal en krym-sjamchal ) elkaar verwensten". In 1588 meldden de Georgische ambassadeurs dat het sjamchalaat in beroering was en vroegen de Russische tsaar om troepen te sturen voor militaire actie tegen de invallen van de sjamchal in Georgië. De Russen veroverden het vorstendom Toemen in het noorden van Dagestan. In 1599 rapporteerden Georgische ambassadeurs in Moskou aan Alexander van Kachetië dat het moeilijk was om de sjamchal te bereiken, aangezien hij destijds ervoor koos om in zijn bergvesting te verblijven.
Tegen het einde van de 16e en het begin van de 17e eeuw viel het sjamchalaat uiteen in afzonderlijke Koemukse leengoederen.

#### Russen verslagen
In 1594 vond een campagne van Chvorostinin in Dagestan plaats, maar zijn troepen trokken zich terug. In 1604 vond een campagne van Boetoerlin in Dagestan plaats. In 1605 werd het Russische leger dat de laaglanden van Koemukkië bezette (ongeveer 8.000 man) in de Slag van Karaman door het leger van de Koemukkenvorst Soltan-moet van Endirej omsingeld en op de vlucht gejaagd, zo'n 20 kilometer ten noorden van de Koemukse nederzetting van Andzji, waar het huidige Machatsjkala zich bevindt.
Aan het einde van de jaren 1640 nodigde sjamchal Soerchaj III een deel van de Nogai-horde, onder leiding van Tsjoban-moerza Isjterek, die de tsaristische gouverneurs niet wilde gehoorzamen, uit om in het sjamchalaat te komen wonen. Hierop werden tsaristische troepen met hun Kabardische bondgenoten en Kozakken naar Koemukkië gestuurd. In 1651 vond de Slag van Germentsjik plaats, waarbij het gezamenlijke Koemuk-Nogai-leger een overwinning behaalde.

### 18e eeuw: campagnes van Peter I en onderwerping door Rusland
Tijdens de Perzische campagne van Peter I begon het sjamchalaat als een bondgenoot van Rusland, maar in 1725 viel sjamchal Adil-Girey II, opgehitst door het Ottomaanse Rijk, het Russische fort van het Heilige Kruis aan de Soelak aan, werd verslagen, gevangen genomen en in ballingschap gestuurd naar het noorden van Rusland. Ondanks hevig verzet, als zodanig beschreven door Russische metgezellen van Peter I, met name uit de vorstendommen Endirej en Oetamysj, werd het sjamchalaat verslagen en op papier afgeschaft. In 1734, na het Russisch-Perzische Verdrag van Constantinopel, werd het hersteld.
Als gevolg van feodale oorlogen en campagnes van Russische troepen tegen het sjamchalaat was aan het begin van de 18e eeuw slechts een klein bezit langs de Kaspische Zee (met een totale oppervlakte van 3.000 km²) overgebleven van de staat.

### 19e eeuw: Kaukasusoorlog
Tijdens de Kaukasusoorlog braken er in het sjamchalaat minstens drie opstanden uit: in 1823, 1831 en 1843.